# Arthur W. Ryder
Arthur William Ryder (8 mars 1877 - 21 mars 1938) est un traducteur et professeur de sanskrit américain qui a surtout enseigné à l'université de Californie à Berkeley. Il est principalement connu pour avoir traduit en anglais des ouvrages écrits en sanskrit, dont le Pañchatantra et la Bhagavad-Gita. Selon le spécialiste des langues slaves George Rapall Noyes (en), traducteur et professeur à Berkeley :

« Dans son ensemble, le travail de traduction de Ryder est probablement le meilleur jamais accompli par un Américain. C'est probablement aussi le meilleur ensemble de traduction du sanskrit jamais accompli par un seul homme, si la traduction est regardée comme une branche de l'art littéraire, pas seulement comme un rendu fidèle du sens du texte original. »

## Biographie
Arthur W. Ryder est né le 8 mars 1877 à Oberlin en Ohio aux États-Unis. Il a suivi des cours à Ann Arbor au Michigan, puis à la Phillips Academy à Andover au Massachusetts, où il compléta sa formation en juin 1894 avant de commencer une formation à l'université Harvard. Il obtint son Bachelor of Arts de Harvard en juin 1897. Après avoir enseigné le latin et la littérature à Andover pendant un an, il quitta pour l'Allemagne pour des études supérieures. Après avoir étudié à l'université de Berlin et à l'université de Leipzig, il obtint son Ph. D. en 1901 grâce à une thèse sur Ribhus, un personnage du Rig-Véda. Il enseigna le sanskrit à l'université Harvard de 1902 jusqu'en janvier 1906, puis accepta une offre de l'université de Californie à Berkeley pour enseigner le sanskrit et l'allemand. 
Il devint instructor de sanskrit plus tard cette année-là, puis professeur adjoint en 1908, ensuite professeur associé en 1919 et professeur en 1925. De son arrivée jusqu'à sa mort, il y avait un département de sanskrit dont Ryder était le directeur et le seul membre.
Ryder mourut le 21 mars 1938 d'une crise cardiaque alors qu'il enseignait à un seul étudiant,.

## Travaux
En 1905, Ryder traduisit Mṛcchakatika en anglais sous le titre The Little Clay Cart (« Le Petit Chariot d'argile »). Il traduisit aussi l’Abhijñānaśākuntalam, le Meghadūta et d'autres ouvrages, tout comme la Bhagavad-Gītā et plusieurs volumes rédigés par Bhartṛhari et d'autres auteurs. Ses traductions en prose comprennent celles de la Pañchatantra en 1925, dont des extraits furent publiés sous le titre Gold's Gloom (« Mélancolie dorée »), Dashakumaracharita publié sous le titre The Ten Princes of Dandin (« Les Dix Princes de Dandin »), et une traduction de Vetala Panchavimshati sous le titre Twenty-Two Goblins (« Vingt-deux gobelins »). Il rédigea aussi d'« excellents versets de sa main » qu'il distribua de façon confidentielle. 
Quelques versets qu'il traduisit furent mis en musique.
Ses Little Clay Cart et Shakuntala furent montés en pièce de théâtre par le Hearst Greek Theatre de Berkeley en 1907 et en 1914, les seuls drames indiens joués par cette compagnie de théâtre jusqu'en 2004,.
Shakuntala fut aussi interprété dans un amphithéâtre naturel au sommet du mont Tamalpais en Californie, sous la supervision de la Mountain Play Association.
Une adaptation de son Little Clay Cart fut jouée au Neighborhood Playhouse à New York en 1924,, 
au Potboiler Art Theater à Los Angeles en 1926 et
au Theater de Lys en 1953.
À la suite de son décès en 1938, un ouvrage à sa mémoire fut publié qui contenait sa biographie, quelques-uns de ses poèmes et plusieurs de ses traductions. Pendant plusieurs décennies, ce fut le seul ouvrage publié par l'University of California Press qui comprenait de la poésie.
Il fut membre de l’American Oriental Society et de l’American Philological Association.

## Position sur l'éducation
Ryder était connu pour son amour de la langue, préférant publier ce qui lui plaisait plutôt que de s'attacher à publier des articles savants. Il était critique de ces articles, affirmant que le sanskrit doit être étudié non pas pour des raisons philologiques, mais pour la grande littérature qui s'offrait à ses étudiants. Pour cette raison, peut-être, le magazine Time le qualifia de « plus grand étudiant du sanskrit de son époque » et un spécialiste italien du sanskrit affirma que : « Dix hommes comme lui formeraient une civilisation,. »
À l'époque où le programme d'études universitaire était bouleversé, Ryder était partisan du système traditionnel d'éducation dans la littérature antique. Dans son système idéal, le programme n'aurait offert que le latin, le grec ancien et les mathématiques, les matières comme l'histoire, la philosophie, la physique et les langues comme le sanskrit, l'hébreu, l'allemand et le français étant offertes plus tard comme récompense aux étudiants sérieux. Il rejetait les nouvelles disciplines de l'époque, comme la psychologie et la sociologie, disant qu'elles étaient difficiles à contrôler et donc sans valeur.

## Style de traduction
Les traductions de Ryder respectaient fidèlement les textes originaux,,, malgré son habitude de traduire dans une langue de conversation animée et naturelle qui faisait appel aux rimes et aux idiomes anglais modernes,,.
Selon G. L. Anderson en 1959 : « La traduction des ouvrages de Kalidasa par Arthur W. Ryder sont encore les meilleures en anglais. Celle de Shakuntala par Monier Williams est satisfaisante et l'autre de Sir William Jones (1789) est encore digne d'être lue,. »
Sa traduction « exacte et charmante » de Pañchatantra, jugée de bonne qualité par les spécialistes, était encore populaire dans les années 1970. Sa traduction de la Bhagavad-Gītā ne connut pas un succès aussi enviable.

## Héritage
Même s'il fut décrit comme « un solitaire doté d'un esprit caustique », il savait se montrer généreux avec ses étudiants, ce qui lui amena plusieurs étudiants dévoués. Harold F. Cherniss, un spécialiste de la philosophie de la Grèce antique, le décrivit 
comme « un ami semi-divin par sa grande humanité ». Lorsque Anthony Boucher, qui fut l'un de ses élèves à Berkeley, rédigea son roman The Case of the Seven of Calvary, le personnage principal, le Dr. Ashwin, est un professeur de sanskrit ressemblant à Ryder,.
Un autre élève dévoué fut Robert Oppenheimer. En 1933, Oppenheimer était un jeune professeur de physique à Berkeley et étudiait le sanskrit sous la supervision de Ryder. Il l'introduisit à la Bhagavad-Gītā, que les deux lurent ensemble dans la langue d'origine. Plus tard, Oppenheimer mentionna que cet ouvrage fut l'un des plus marquants de sa vie, rappelant un passage de celui-ci lors de l'essai atomique Trinity. Il décrivit son professeur ainsi :

« "Ryder sentait, pensait et parlait comme un stoïcien... une sous-catégorie spéciale de personnes qui un sens tragique de la vie, car ils attribue aux gestes humains le rôle complet et décisif de la différence entre le salut et la damnation. Ryder savait qu'un homme pouvait commettre une erreur irréparable, et devant ce fait, toutes les autres étaient secondaires." Aigrement intolérant de la fumisterie, de la paresse, de la stupidité et de la duperie, Ryder pensait que "Tout homme qui accomplit très bien une chose difficile est automatiquement respectable et digne de respect." »

### Citations originales
1. ↑  (en) « Taken as a whole, Ryder's work as a translator is probably the finest ever accomplished by an American. It is also probably the finest body of translation from the Sanskrit ever accomplished by one man, if translation be regarded as a branch of literary art, not merely as a faithful rendering of the meaning of the original text. »
2. ↑  (en) « greatest Sanskrit student of his day »
3. ↑  (en) « Ten men like that would make a civilization. »
4. ↑  (en) « Arthur W. Ryder's translation of Kalidasa's work is the best in English, though Monier Williams' translation of 'Shakuntala' is satisfactory and Sir William Jones' (1789) is still worth reading. »
5. ↑  (en) « a loner with a caustic wit »
6. ↑  (en) « a friend half divine in his great humanity »
7. ↑  (en) « "Ryder felt and thought and talked as a Stoic ... a special subclass of the people who have a tragic sense of life, in that they attribute to human actions the completely decisive role in the difference between salvation and damnation. Ryder knew that a man could commit irretrievable error, and that in the face of this fact, all others were secondary." Tartly intolerant of humbug, laziness, stupidity and deceit, Ryder thought that "Any man who does a hard thing well is automatically respectable and worthy of respect." »